# Transports en Roumanie
Le transport en Roumanie repose essentiellement sur des infrastructures routières et ferroviaires, avec une voie d'eau naturelle qui est le Danube.

## Transport routier

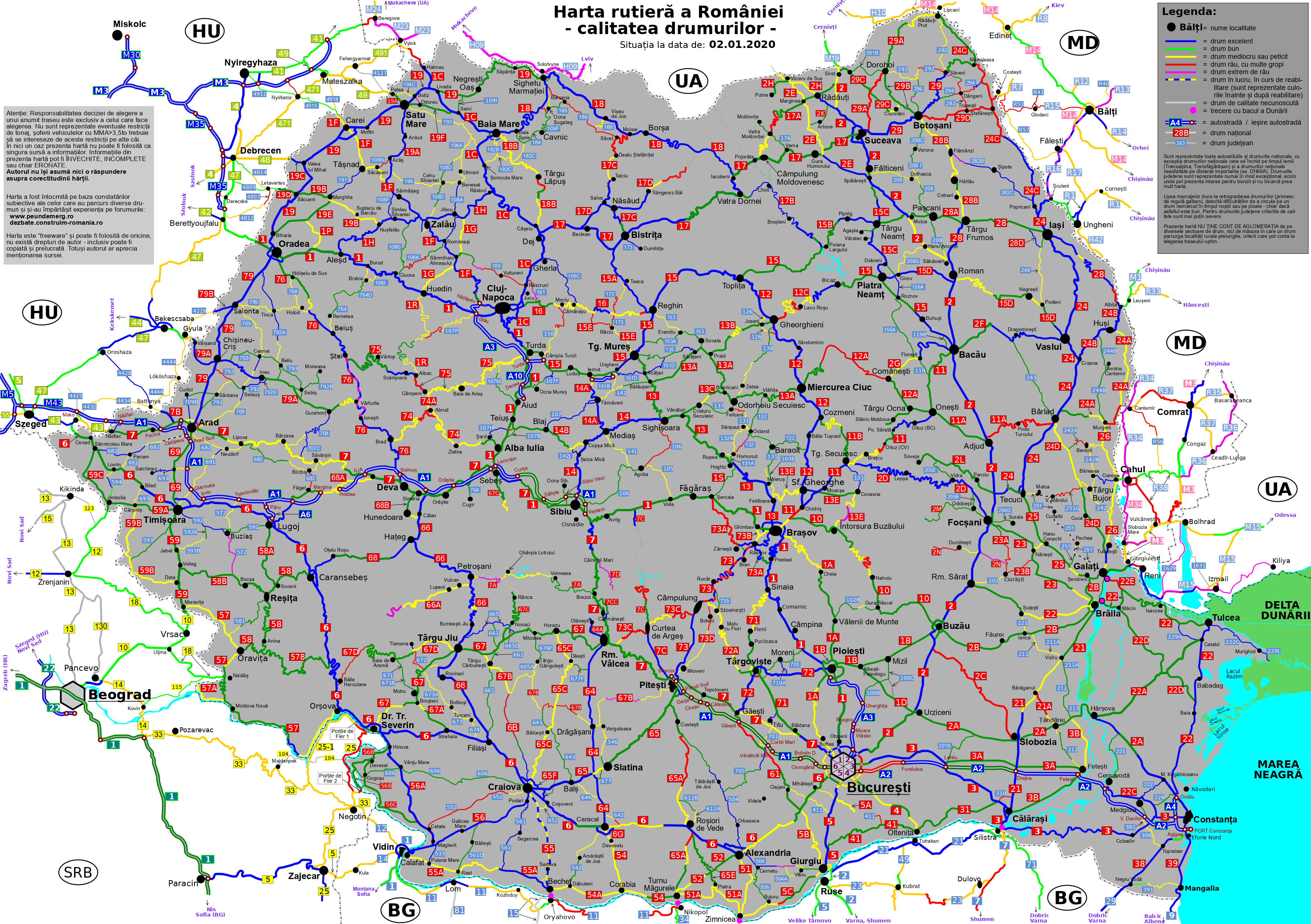
Notation des routes de Roumanie (2 janvier 2020)

Principales routes de Roumanie

Le réseau routier roumain est de 84 185 km, dont 337 km de voies express.
La Roumanie a adhéré à l'accord européen AETR, appliqué au transport routier de marchandises depuis 2002.
Insécurité routière
En 2016, la Roumanie compte 97 tués par million d'habitants.
En 2017, la Roumanie compte 98 tués par million d'habitants, le pire chiffre de l'Union européenne. Ce chiffre est le double de la moyenne de 49 tués par millions d'habitants dans l'Union européenne.

## Transports en commun
La ville de Bucarest est dotée d'un métro, exploité par la société Metrorex.

## Transport ferroviaire

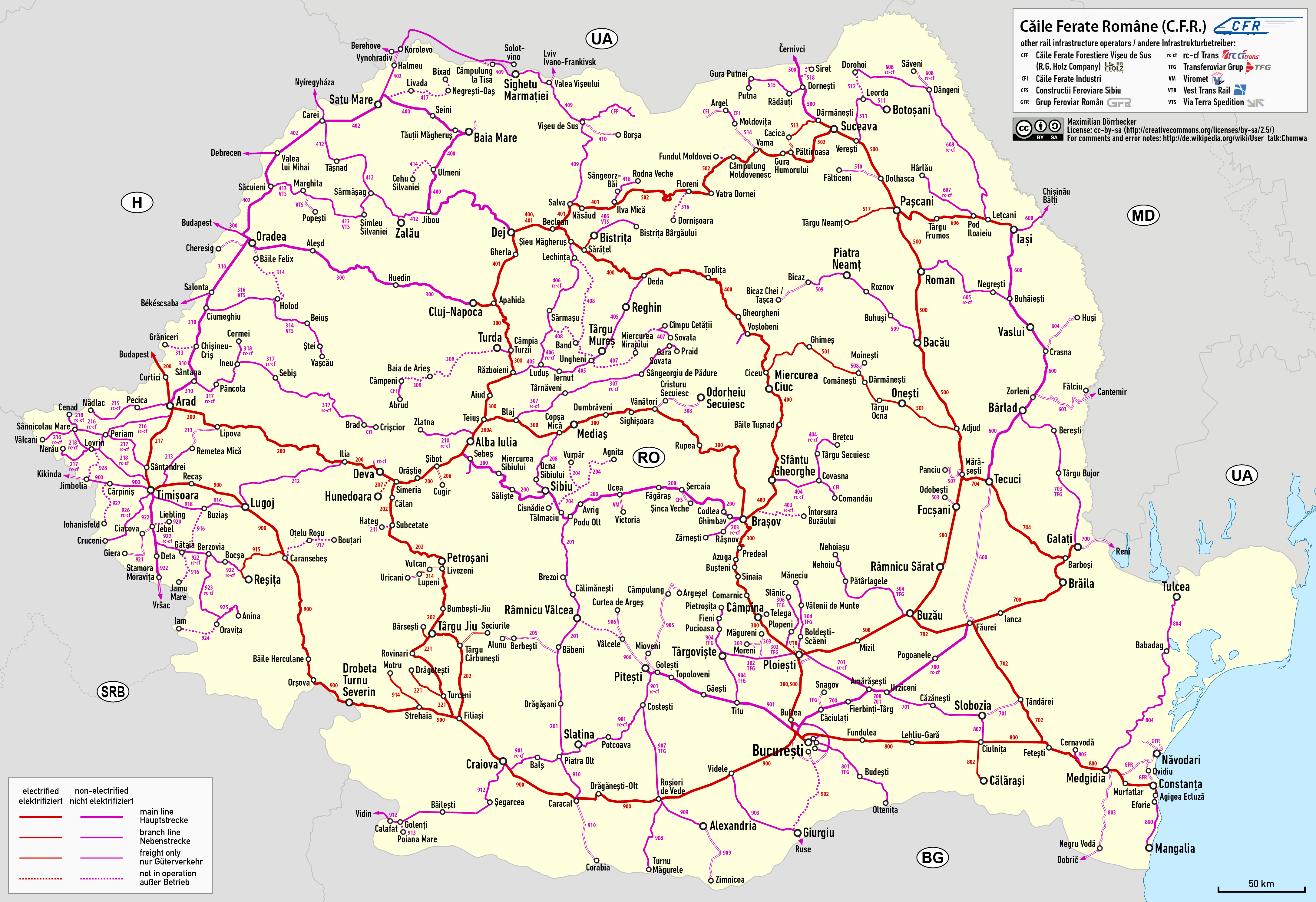
Réseau ferroviaire de Roumanie

Le réseau ferroviaire roumain est de 11 268 km, mais le taux de lignes électrifiée place la Roumanie dans les dernières places en Europe.

## Transport par voie d'eau
Les voies navigables représentent 1 731 km dont 1 075 km pour le Danube.
Le principal port est Constanța, puis le port de Midia de Mangalia sur la Mer Noire. Les ports fluviaux de Bechet, Brăila, Moldova Veche, 
Galați.

## Transport aérien

Principaux aéroports de Roumanie avec indication du trafic

Les principales compagnies aériennes sont Tarom, Carpatair, Blue Air et WizzAir.
En 2008, les principaux aéroports du pays ont enregistré 9,1 millions de passagers.
La Roumanie dispose de 45 aéroports en 2013, le principal étant l'aéroport de Bucarest-Henri-Coandă.

## Autres
Il existe un réseau de gazoduc de 3 726 km et de pipeline de 2 451 km (chiffres 2013).